# Zilivelé
Zilivelé est une commune rurale située dans le département de Kyon de la province de Sanguié dans la région du Centre-Ouest au Burkina Faso.

## Éducation et santé
La commune accueille une école primaire ainsi qu'un centre de santé (CSPS).